# سمیونوف (شهر)
شهر سمیونوف (به روسی: Семёнов) در کشور روسیه و در اوبلاست نیژنی نووگورود واقع شده‌است.